# Матвеев, Александр Владимирович
Алекса́ндр Влади́мирович Матве́ев (26 июля 1915 года, Петропавловск — 30 декабря 1972 года, там же) — Герой Советского Союза, участник Великой Отечественной войны.

## Биография
Русский. Окончил школу ФЗУ при механическом заводе, Казанское военно-пехотное училище. В 1937—1938 годах служил в Красной Армии, затем работал шофёром в городе Петропавловске.
С июня 1941 года на фронтах Великой Отечественной войны: командир роты, затем батальона мотостреловой бригады. Участвовал в боях на Курской дуге, форсировал Днепр и Прут.
К январю 1945 года гвардии майор А. В. Матвеев командовал батальоном 34-й гвардейской мотострелковой бригады 12-го гвардейского танкового корпуса 2-й гвардейской танковой армии.
Звание Героя Советского Союза присвоено указом Президиума Верховного Совета СССР от 27 февраля 1945 года за отличие в боях по освобождению Польши.
Демобилизовался в 1955 году в звании подполковника запаса. До выхода на заслуженный отдых работал заместителем директора мелькомбината города Петропавловска.
Скончался 30 декабря 1972 года. Похоронен на Старом православном кладбище Петропавловска.